# Minuskuł 6
Minuskuł 6 (wedle numeracji Gregory—Aland; według  numeracja von Soden: δ 356) – manuskryptNowego Testamentu pisany minuskułą na pergaminie w języku greckim, pochodzący z XIII wieku. Przechowywany jest w Paryżu.

## Opis rękopisu
Kodeks zawiera tekst Nowego Testamentu (bez Apokalipsy), znajdujący się na 235 pergaminowych kartach, każdej o wymiarach 14,5 cm na 10,5 cm.
Tekst rękopisu napisany jest jedną kolumną na stronę i zawiera 29–47 linijek w kolumnie. Rozmiar pisma jest bardzo niewielki; wedle opinii Fredericka Scrivenera, do czytania niektórych stron trzeba korzystać ze szkła powiększającego. Kształty liter zostały określone przez badacza jako eleganckie.
Zawartą w manuskrypcie Ewangelię podzielono według κεφαλαια (gr. kefalaia — rozdziały) oraz sekcji Ammoniusza, których numery umieszczono na marginesie. Sekcje Ammoniusza nie zostały opatrzone odniesieniami do Kanonów Euzebiusza. Tekst Ewangelii zawiera τιτλοι (gr. titloi — tytuły). Ponadto przed każdą z Ewangelii umieszczone zostały spisy znajdujących się w niej κεφαλαια (rozdiałów).
W rękopisie, oprócz samych Ewangelii, zamieszczono prolegomenę (przedmowę z wprowadzeniem do znajdujących się dalej Ewangelii), synaksarion z liturgią Jana Chryzostoma oraz menologium.

## Tekst
Grecki tekst Ewangelii reprezentuje mieszaną tradycję tekstualną. Kurt Aland tekst Listów zaklasyfikował do kategorii III; pozostałe księgi Nowego Testamentu (Ewangelie i Dzieje) przydzielił zaś do kategorii V.
Według Scrivenera, tekst rękopisu jest bliski minuskułom 4, 5 oraz 75.

## Historia
Paleograficznie kodeks datowany jest na wiek XIII. Wykorzystany został przez Stefanusa w Editio Regia, w którym oznakowano go przy pomocy siglum ε'. Rękopis badany był przez Johanna Jakoba Wettsteina, Johanna Jakoba Griesbacha oraz Johanna Martina Augustina Scholza. Do listy rękopisów Nowego Testamentu zaklasyfikował go Wettstein. Scholz zaś skolacjonował tekst Ewangelii Mateusza, Marka 1–4 i Jana 7–8.
Rękopis badał i opisał także Paulin Martin.
Obecnie manuskrypt przechowywany jest we Francuskiej Bibliotece Narodowej (Gr. 112) w Paryżu.
Kodeks cytowany jest również w krytycznych wydaniach greckiego Novum Testamentum Nestle—Alanda (NA26, NA27).